# Nowomiejski Szpital Mieszczański w Toruniu
Nowomiejski Szpital Mieszczański w Toruniu – trzykondygnacyjna kamienica znajdująca się przy skrzyżowaniu ulic Szumana i św. Katarzyny w Toruniu. Pochodzi z 1650 roku. W XIX wieku kamienica została przebudowana i zaadaptowana na cele mieszkalne. 28 grudnia 2017 roku miasto sprzedało budynek spółce Zeiko. W latach 2017–2022 przeprowadzono gruntowny remont kamienicy. We wrześniu 2022 roku w budynku otworzono restaurację.